# Air France Flight 4590
Air France Flight 4590 var en planerad internationell flight från Paris i Frankrike till New York i USA på en Aérospatiale-BAC Concorde. Den 25 juli 2000, klockan 16:43 CET körde flygplanet över något på startbanan när det skulle lyfta, vilket punkterade ett däck och en bränsletank. Detta orsakade brand och motorhaveri. Alla 100 passagerare och 9 besättningsmedlemmar ombord Concorden avled när planet kraschade in i ett hotell i närliggande Gonesse. På marken avled ytterligare fyra personer och en person blev svårt skadad.
Flighten chartrades av det tyska företaget Peter Deilmann Cruises; passagerarna var på väg för att borda kryssningsfartyget MS Deutschland i New York City för en 16-dagarskryssning till Manta i Ecuador. Detta var den enda flygolyckan med dödlig utgång i Concordes 27-åriga historia.

## Sammanfattning av händelsen
Undersökningar efter olyckan visar att flygplanet var på eller över maximal startvikt för omgivningstemperaturer och andra förhållanden, och 810 kg över maxgränsen för strukturvikt. När den lämnade gaten var den lastad så att tyngdpunkten låg akter om gränsen för start. Tank nummer 5 blev efter bränsleöverföring under taxningen 94% full. En tolvtumsdistans som vanligtvis håller det vänstra huvudlandningsstället på plats hade inte ersatts efter ett nyligt underhåll, men den franska byrån för utredning vid olyckor drog slutsatsen att detta inte bidrog till olyckan. Vindstyrkan på flygplatsen var lätt och växlande den dagen, och rapporterades till besättningen i cockpit som en åttaknops medvind när de ställde upp sig på startbana 26R.
En Continental Airlines DC-10 som skulle till Newark i New Jersey lyfte från samma startbana fem minuter innan Concorden skulle lyfta. DC-10:an tappade en titanlegeringsremsa (en del av motorhuven, identifierad som en slitremsa) som var ca 435 millimeter lång, 29 till 34 millimeter bred och 1.4 millimeter tjock.
Precis innan Concorden skulle lyfte körde den över denna bit metall, vilken skar upp ett däck vilket orsakade att en stor bit av däcket (4,5 kg) sköts upp på undersidan av planets vinge i en hastighet på 140 m/s. Även om det inte direkt punkterade bränsletankarna så skickades det ut en tryckvåg som gjorde att bränsletank nummer fem brast på det svagaste stället, precis över underredet. Bränsle som forsade ut från underdelen av vingen antändes troligen av en elektrisk gnista i fästet till landningsstället eller genom kontakt med varma delar av motorn. Första och andra motorn förlorade all kraft, men den första motorn återhämtade sig sakta under de följande sekunderna. En stor eldsvåda utvecklades och färdmekanikern stängde av den andra motorn som respons till en eldvarning och på kaptenens kommando. Flygkontrollanten Gilles Logelin upptäckte lågorna innan Concorden lyfte, men med endast 2 km av startbana kvar och en hastighet på 328 km/h var enda chansen att lyfta. Planet skulle ha behövt minst 3 km av startbana för att avbryta starten på ett säkert sätt.[källa behövs]
I och med att de hade passerat  V1-hastigheten (hastighet då start inte längre bör avbrytas) fortsatte besättningen med att lyfta. Planet fick dock inte tillräckligt med flyghastighet från de tre kvarstående motorerna. Flygplanet kunde inte stiga eller öka hastigheten utan höll en hastighet på 370 km/h och en höjd på 60 meter. Elden orsakade skador på den vänstra vingen, vilken började smälta på grund av de extremt höga temperaturerna. Motor nummer ett lade av igen och kunde denna gång inte återhämta sig. I och med de osymmestriska framstötningarna lyftes högervingen och planet lutade över 100 grader. Besättningen reducerade kraften från den tredje och fjärde motorn i ett försök att jämna ut planet, men i och med att flyghastigheten minskade förlorade de kontrollen och flygplanet kraschade in i hotellet Hôtelissimo Les Relais Bleus nära flygplatsen.
Besättningen försökte avleda planet till det närliggande Le Bourget Airport, men utredarna av olyckan fastställde att en säker landning, med tanke på planets flygväg, skulle ha varit väldigt osannolik.
Så som Svarta lådan spelade in det var de sista begripliga orden (översatt från franska till engelska, och från engelska till svenska) från cockpit dessa:
Andrepilot: "Le Bourget, Le Bourget."
Pilot: "För sent (otydligt)."
Kontrolltorn: "Brandkåren, rättelse, Concorden återvänder till landningsbana noll nio i motsatt riktning."
Pilot: "Ingen tid, nej (otydligt)."
Andrepilot: "Nej, vi försöker Le Bourget."
Andrepilot: "Nej (otydligt)."

## Omkomna
Alla passagerare och besättningen omkom i olyckan. Fyra anställda på hotell Hotelissimo dödades också i kraschen. De flesta av passagerarna var tyska turister på väg till New York för en kryssning.
Besättningen i cockpit bestod av piloten Kapten Christian Marty, 54, flygstyrman Jean Marcot, 50, och färdmekaniker Gilles Jardinaud, 58.
| Nationality | Passengers | Crew | Ground | Total |
| ----------- | ---------- | ---- | ------ | ----- |
| Tyskland    | 96         | 1    | 0      | 97    |
| Frankrike   | 0          | 8    | 0      | 8     |
| Danmark     | 2          | 0    | 0      | 2     |
| Österrike   | 1          | 0    | 0      | 1     |
| USA         | 1          | 0    | 0      | 1     |
| Polen       | 0          | 0    | 2      | 2     |
| Mauritius   | 0          | 0    | 1      | 1     |
| Algeriet    | 0          | 0    | 1      | 1     |
| Total       | 100        | 9    | 4      | 113   |

## Concorde flygförbud
Ända fram till kraschen med Air France Flight 4590 år 2000 ansågs Concorde SST vara ett av världens säkraste plan. Concorde-kraschen bidrog till slutet av flygplanets karriär.
Några dagar efter kraschen togs alla Concorde-plan ned på marken i väntan på utredning, orsak till olyckan och möjliga åtgärder.
Air France's användning av Concorde-planen hade varit en risk som de förlorade pengar på, men det sägs att flygplanet hölls i bruk på grund av nationell stolthet. British Airways, däremot, hävdade att de tjänade pengar på användningen av Concorde-plan. Enligt Jack Lowe, en Concorde-pilot, hade British Airways gjort en genomsnittligt nettovinst på 30 miljoner brittiska pund per år fram till kraschen med Flight 4590. Kommersiell flygtrafik återupptogs i november 2001 efter en säkerhetsförbättring som kostat 17 miljoner brittiska pund, fram till att planet pensionerades 2003.

## Utredning av olyckan

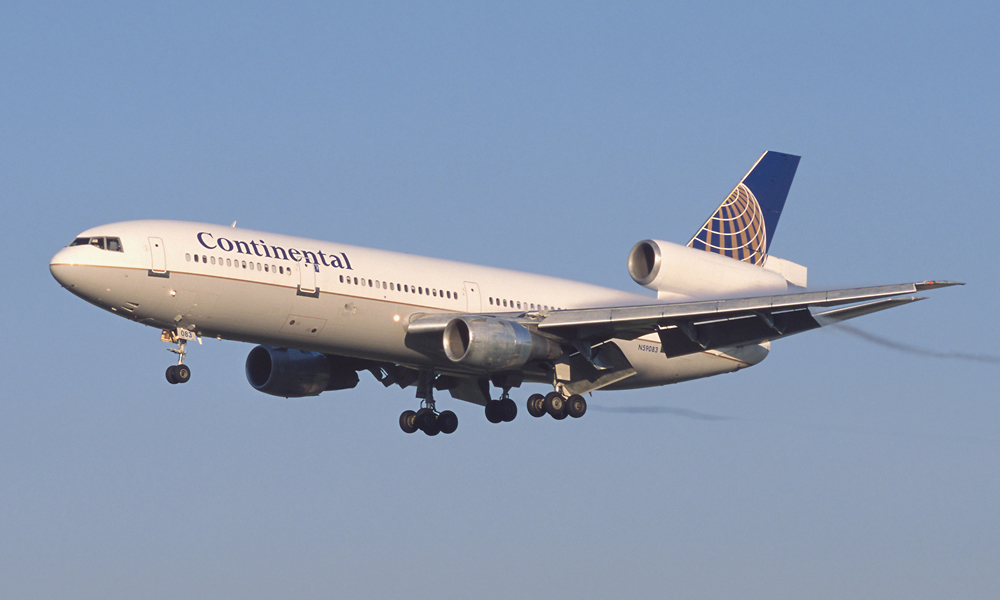
En DC-10 liknande det som tappade metallbiten.

Den officiella utredningen leddes av Frankrikes olycksutredningsbyrå (BEA), och publicerades den 16 januari 2002.

### Slutsatser
Utredarna drog slutsatserna att:
- Flygplanet var överlastat med 810 kg över den maximala lyftgränsen. Startprestanda från denna övervikt var obetydlig.
- Efter att de nått starthastighet skars däcket på hjul nummer två upp av en metallremsa (en slitremsa) som låg på startbanan efter att ha fallit från en Continental Airlines DC-10 som hade lyft från samma startbana fem minuter tidigare.[23] Denna slitremsa hade blivit utbytt i Tel Aviv, Israel, under en så kallad C check (underhåll genomfört var 20–24:e månad) den 11 juni 2000. Vidare underhåll hade genomförts i Houston, Texas, men remsan hade varken blivit tillverkad eller installerad i enlighet med de procedurer som de hade blivit försedda med av tillverkaren.
- Flygplanet var flygsäkert och besättningen var kvalificerad. Landningsstället som senare misslyckades med att fällas in hade inte visat några allvarliga problem tidigare. Trots att besättningen var utbildad och certifierad existerade ingen plan för när två motorer går sönder samtidigt på startbanan, i och med att det ansågs vara väldigt osannolikt.
- Avbruten start skulle ha lett till att planet hade kört av startbanan i hög hastighet, och att landningstället hade kollapsat, vilket också skulle ha resulterat i en krasch.
- Trots att de två motorerna hade problem och en av dem lade av var skadorna på flygkroppen så allvarliga att kraschen hade varit oundviklig, även om motorerna hade fungerat som vanligt.

## Tidigare däckincidenter

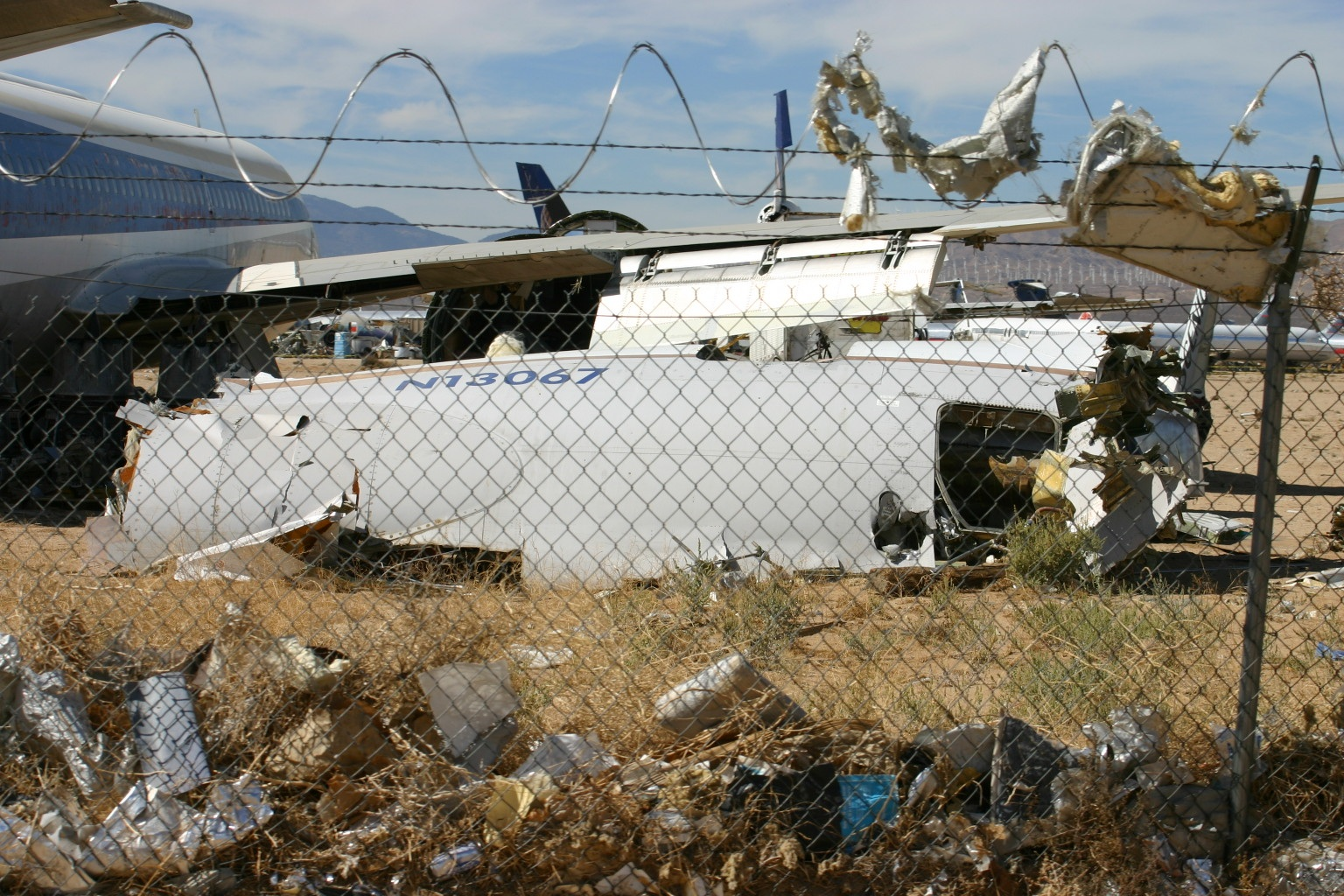
DC-10:an, N13067, skrotades på Mojave i Kalfornien 2002.

I november 1981, skickade amerikanska National Transportation Safety Board (NTSB) ett orosbrev till franska BEA som inkluderade säkerhetsrekommendationer för Concorde. Den här kommunikationen var resultatet av NTSB:s utredningar av fyra Air France Concorde-incidenter under en 20-månadersperiod från juli 1979 till februari 1981. NTSB beskrev dessa incidenter som "potientiellt katastrofala" på grund av att de orsakades av punktering vid start. NTSB uttryckte också oro gällande bristen på åtgärder från Frankrikes sida. Under dess 27 aktiva år hade Concorden ungefär 70 däck- eller hjulrelaterade incidenter, varav 7 orsakade allvarliga skador på flygplanet eller var potentiellt katastrofala.
- 13 juni 1979: Däck nummer 5 och 6 fick punktering under start från Washington Dulles International Airport. Fragment från däcken och fälgarna skadade motor nummer 2, punkterade tre bränsletankar, kapade flera hydraulledningar och elledningar, och slet upp ett stort hål i vingen.
- 21 juli 1979: En till punktering under start från Dulles Airport. Efter den andra incidenten "utfärdade den franska direktören av civilflyg ett flygsäkerhetsdirektiv och Air France utfärdade en teknisk informationsuppdatering, båda två krävande omarbetande av procedurer. Dessa inkluderade en obligatorisk inspektion av varje hjul och däck gällande skick, tryck och temperatur innan varje start. Dessutom råddes besättningarna till att inte fälla in landningsställen om de misstänkte problem med hjul/däck."
- Augusti 1981: British Airways (BA) plan som lyfte från New York fick en punktering som skadade landningsställslucka, motor och bränsletank.
- November 1985: Ett däck fick punktering på ett BA-plan som lyfte från Heathrow i London. Det orsakade skador på landningställsluckan och bränsletanken. Två motorer skadades som resultat av olyckan.
- Januari 1988: Ett BA-plan som lyfte från Heathrow tappade 10 bultar från ett landningsställshjul. En bränsletank punkterades.
- Juli 1993: Ett däck fick punktering på ett BA-plan under start från Heathrow. Det skadade landningsstället, vingen, flygkroppen och ledningar.
- Oktober 1993: Ett däck fick punktering på ett BA-plan under taxning på Heathrow, vilket punkterade vingen, skadade bränsletankar och orsakade ett stort bränsleläckage.[26]

I och med att det är ett plan utan stjärtparti (Deltavinge) kan inte Concorden använda de vanliga klaffarna och lamellerna som hjälpmedel vid start och landning. Planet kräver därför betydligt högre luft- och däckhastighet vid start än ett vanligt flygplan. Den högre hastigheten ökar risken för däckexplosion vid start. När däcken exploderade skapades en enorm rörelseenergi hos fragmenten och ökade risken för allvarliga skador på flygplanet. Ett tjockare lager på undersidan av vingarna kunde ha förhindrat allvarliga skador från ett exploderande däck, men det kunde ha lagt till för mycket vikt, vilket skulle kräva ännu högre hastigheter för att planet skulle kunna lyfta.[källa behövs]

## Modifikationer och återupplivning
Olyckan ledde till modifikationer på Concorden, vilka inkluderade säkrare elektriska kontroller, kevlarfodrade bränsletankar och speciellt framtagna, sprickresistenta däck.[källa behövs] De nya däcken skulle komma att bli ett bidrag till den framtida flygplansutvecklingen.[källa behövs]
Air France Concorde-kraschen visade sig trots allt vara början till slutet för flygplanstypen. Precis innan trafikflygningen återupptogs skedde 11 september-attackerna, vilket resulterade i en nedgång i passagerarantal och bidrog till slutet för Concordes karriär. Air France slutade flygningarna den 24 juni 2003, medan British Airways slutade dem den 24 oktober 2003.

## Brottsutredning
I mars 2005 påbörjade franska myndigheter en brottsutredning av Continental Airlines, vars plan tappade delar på startbanan. I september samma år blev Henri Perrier, chefsingenjör för Concorde-divisionen på Aérospatiale vid tiden för den första testflygningen 1969 och programchef under 1980-talet och tidiga 90-talet, placerad under formell granskning.
I mars 2008 bad biträdande åklagare Barnard Farret domarna att väcka åtal om dråp mot Continental Airlines och två av deras anställda – John Taylor, mekanikern som ersatte slitremsan på DC10:an, och hans chef Stanley Ford – avseende oaksamhet gällande hur reparationen genomfördes. Continental nekade till anklagelserna, och hävdade i domstolen att de användes som syndabock av BEA. Flygbolaget föreslog att Concorden "redan brann när hjulen träffade titanremsan, och att runt 20 vittnen hade bekräftat att planet verkade brinna direkt efter det startade".
Samtidigt lades anklagelser fram mot Henri Perrier, chef för Concorde-programmet på Aérospatiale, Jacques Hérubel, Concordes chefsingenjör och Claude Frantzen, chef för DGAC, den franska flygbolagsregulatorn. Det påstods att Perrier, Hérubel och Frantzen visste att planets bränsletank kunde vara mottaglig för skador från främmande föremål, men lät det ändå flyga.
Rättegången pågick från februari till december 2010. Continental Airlines gavs straffsrättsligt ansvar för olyckan av parisisk domstol och fick böter på 200 000 euro (ca 1,9 miljoner kronor) och beordrades betala 1 miljon euro till Air France. Taylor gavs en 15 månaders villkorlig dom, medan Ford, Perrier, Hérubel and Frantzen gick fria från alla anklagelser. Domstolen fastslog att kraschen var ett resultat av en metallbit från ett Continental-plan som var kvar på startbanan; föremålet punkterade ett däck på Concorden vilket ledde till att en bränsletank brast. De fällande domarna överklagades av en fransk appellationsdomstol i november 2012, vilket friade Continental och Taylor från straffsrättsligt ansvar.
Den parisiska domstolen slog också fast att Continental måste betala 70% av eventuella kompensationskrav. I och med att Air France har betalat ut 100 miljoner euro till offrens familjer skulle Continental kunna komma att behöva betala en stor del av det som kompensation.

## Alternativa teorier
Brittiska utredare och tidigare franska Concorde-piloter såg över flera faktorer som BEA ansåg vara obetydliga: en obalanserad viktfördelning i bränsletankarna och löst sittande landningsställ. De kom till slutsatsen att Concorden svängde ur kurs på startbanan, vilket minskade starthastigheten under minimum. John Hutchinson, som hade jobbat som Concorde-pilot för British Airways i 15 år, sa att "branden i sig bör ha varit 'i högsta grad överlevbar; piloten bör ha kunnat tagit sig ur situationen'", om det inte hade varit för en "dödlig kombination av driftfel och 'oaksamhet' av Air Frances underhållsavdelning." som "ingen vill prata om".
Concorden hade kommit för nära en Air France Boeing 747 som skulle korsa landningsbanan mycket längre ner än var Concorden vanligtvis skulle lyfta, och inte förrän då körde den på metallremsan från DC-10:an. Bland passagerarna på 747:an fanns den dåvarande franska presidenten Jacques Chirac och hans fru.
Det saknades en viktig del på Concorden, en distans på den vänstra landningställsbalken som är till för att landningsstället ska vara ordentligt fäst för bättre kontroll vid svängar. Utan denna distans blir landningsstället ostadigare och kan ändra planets kurs upp till tre grader. Märken på startbanan visade att planet hade svängt åt vänster under start. Air France fick reda på att deras underhållspersonal inte hade bytt ut distansen, vilken hittades i en verkstad efter kraschen.
BEA:s utredning av Air France Flight 4590 misslyckades med att adressera en rapport från 1981 av NTSB vilken kritiserade Air France för deras "slappa procedurer och brist på åtgärder efter fyra potentiellt katastrofala punkteringar under Concorde-starter". British Airways, det enda andra flygbolaget som använde Concorde hade vidtagit åtgärder för att minska sådana risker.

## Minnesmärke
Ett monument till minne av offren i kraschen upprättades i Gonesse. Gonesse-monumentet består av transparent glas med en del av en flygplansvinge som sticker ut ur glaset. Ytterligare ett monument upprättades år 2006 i Mitry-Mory.

## I media
- Tidslinjen och orsakerna till kraschen visades i premiäravsnittet av National Geographics dokumentärserie Seconds From Disaster.
- NBC sände en Dateline NBC-dokumentär om kraschen och dess efterverkningar den 22 februari 2009.
- Channel 4 och Discovery Channel Canada sände en dokumentär med namnet Concorde's Last Flight.
- Smithsonian Channel sände en 90-minutersdokumentär med namnet Concorde: Flying Supersonic år 2010.
- Flygplanet som kraschade hade tidigare använts under inspelningen av filmen The Concorde ... Airport '79.[48]
- Olyckan och den efterföljande utredningen presenterades i ett avsnitt av dokumentärserien Mayday med titeln Concorde: Up In Flames, som sändes första gången i januari 2015.[49]